# Parser
Denna artikeln handlar om programtypen. För folkslaget, se parsism eller zoroastrism.
En syntaxanalyserare (engelska: parser) är ett datorprogram (eller komponent) som analyserar en dataström, för att få fram en tolkning av denna i en viss formell grammatik. En parser kan också kallas tolk på svenska. Parserkomponenter används inom många datorprogram där någon indata behöver tolkas, exempelvis för kommandoinmatning eller inläsning av datafiler. Parsrar används också inom språkteknologi för att tolka den grammatiska strukturen hos naturligt språk.
Kontextfri grammatik är den dominerande formalismen för grammatiker för både naturligt språk och andra data, eftersom denna formalism tillåter konstruktion av effektiva parsrar. Kontextfria grammatiker beskrivs ofta på Backus-Naur-form.
Inom språkteknologin används vanligen kontextfria grammatiker (även kallat frasstrukturgrammatiker) eller dependensgrammatiker.